# Birgit Platzer
Birgit Platzer (* 14. Oktober 1992 in Nußbach, Oberösterreich) ist eine ehemalige österreichische Rennrodlerin.
Platzer begann 2006 mit dem Rennrodeln. Schon 2007 wurde sie österreichische Meisterin, obwohl sie noch Juniorin war. Ein Jahr später belegte sie den vierten Platz. Die Junioren-Weltmeisterschaften in Lake Placid beendete sie als 14.
Zum Auftakt der Saison 2008/09 startete Platzer erstmals im Rennrodel-Weltcup und wurde in Igls 30. Im Weltcup erreichte sie in den Saisons 2010/11, 2011/12 und 2012/13 als beste Platzierung jeweils Rang 17. 2012/13 kam sie im Weltcup insgesamt auf den 19. Platz und erreichte bei den Rennrodel-Weltmeisterschaften in Altenberg den 16. Platz.
In der Saison 2013/14 erzielte sie in Igls den 10. Rang im Einzelbewerb sowie in Altenberg den 9. Rang in der Team-Staffel. Sie beendete den Weltcup in der Saison auf Position 20.
Platzer vertrat Österreich 2014 bei den Olympischen Winterspielen in Sotschi und wurde im Dameneinzelbewerb 23.
In die Saison 2016/17 startete sie mit einem 4. Platz im Einzel und einem 2. Platz im Sprint im deutschen Winterberg. Weitere Highlights von Platzer waren der 5. Platz beim Olympiatest im Alpensia Sliding Centre in Pyeongchang sowie der 9. Platz im Gesamtweltcup. Am 6. August 2019 beendete sie ihre aktive Karriere.